# Nonoava
Nonoava là một đô thị thuộc bang Chihuahua, México. Năm 2005, dân số của đô thị này là 2810 người.